# Неодик
Неодик – польський шляхетський герб.

## Опис герба
У срібному полі срібний козел (козуля) натурального кольору із золотими рогами, з мечем у пащі, підіймається на синю гору.
Клейнод – гірський козел (козуля), як і в гербі, між двома крилами – праворуч срібним, ліворуч - блакитним.
Намет блакитне, підбитий сріблом.
З відновленням герба пов'язані деякі розбіжності. Описаний образ був реконструйований Тадеушом Ґайлем. Шиманський дає опис, в якому фігурує олень, але в малюнку дає козла. Тварина має на шиї синій нашийник. Немає вершини (хоча автор також згадує цю версію). Тварина в клейноді не тримає меча .

## Найбільш ранні згадки
Нобілітація Яна Неодика Рьобера, керуючого міста Ельблонг від 18 вересня 1577.

## Роди
Неодики.